# Білий Андрій Сергійович
Андрі́й Сергі́йович Бі́лий (* 1995) — старший лейтенант Збройних сил України, учасник російсько-української війни.

## З життєпису
Народився 1995 року в селі Кам'яні Потоки. 2011 року закінчив Кам'янопотоківську ЗОШ імені М. С. Новохатька, де й надалі працює вчителькою його мама. Після 9-го класу вступив до Кременчуцького ліцею з посиленою військово-фізичною підготовкою — услід за старшим братом Олександром. 2013 року вступив до Одеської військової академії — на факультет високомобільних десантних військ. Брав участь у міжнародних навчаннях Сі Бриз-2015, отримав сертифікат рятівника міжнародного класу.
25 березня 2017 року достроково закінчив академію; із присвоєнням звання лейтенанта отримав і направлення на посаду командира взводу — в 90-й аеромобільний батальйон 81-ї бригади. 29 березня вирушив із підрозділом у район бойових дій (неподалік Докучаєвська). Через три тижні призначений в.о. командира роти.
У лютому 2018-го при Одеській військовій академії закінчив чотиримісячні курси з поглибленим вивченням англійської мови.
Станом на грудень 2019 року командує ротою 90-го окремого десантно-штурмового батальйону.

## Нагороди та вшанування
- Указом Президента України № 878/2019 від 4 грудня 2019 року за «особисті заслуги у зміцненні обороноздатності Української держави, мужність і самовіддані дії, виявлені у захисті державного суверенітету та територіальної цілісності України, зразкове виконання військового обов'язку» нагороджений орденом Богдана Хмельницького III ступеня[1].
- відзнака Президента України «За участь в антитерористичній операції»
- медаль «Учасник АТО»
- нагрудні знаки «За досягнення у військовій службі»
- «Знак пошани»
- «За зразкову службу»
- нагородна зброя
- іменний годинник.